# Begonia conipila
Begonia conipila là một loài thực vật có hoa trong họ Thu hải đường. Loài này được Irmsch. ex Kiew mô tả khoa học đầu tiên năm 2001.